# Maria Imaculada das Duas Sicílias
Maria Imaculada Clementina de Bourbon-Duas Sicílias (em italiano: Maria Immacolata Clementina di Borbone-Due Sicilie; Nápoles, 14 de abril de 1844 – Viena, 18 de fevereiro de 1899) foi uma Princesa das Duas Sicílias, filha do rei Fernando II das Duas Sicílias e da sua esposa, a arquiduquesa Maria Teresa da Áustria. Através do seu casamento com o arquiduque Carlos Salvador da Áustria-Toscana, Maria Imaculada tornou-se arquiduquesa da Áustria e Princesa da Toscana, Hungria, Croácia e Boémia. Era uma Dama da Ordem da Estrela.

## Primeiros anos
Maria Imaculada era modesta e reservada na sua infância e o seu pai chamava-a de "Petitta". A sua mãe, Maria Teresa, detestava festas e a vida da corte, preferindo dedicar-se aos seus filhos e à costura. Após a queda do Reino das Duas Sicílias durante a Expedição dos Mil, a família real fugiu para Roma onde passou a residir no Palácio do Quirinal a convite do papa Pio IX.

## Casamento e filhos
Maria Imaculada casou-se com o arquiduque Carlos Salvador da Áustria, quinta criança e segundo filho de Leopoldo II, Grão-duque da Toscana e da sua esposa, a princesa Maria Antónia das Duas Sicílias, no dia 19 de setembro de 1861 em Roma. Maria Imaculada e Carlos Salvador tiveram dez filhos:
| Nome                          | Nascimento              | Morte                   | Observações |
| ----------------------------- | ----------------------- | ----------------------- | --- |
| Maria Teresa da Áustria       | 18 de setembro de 1862  | 10 de maio de 1930      | casou com o arquiduque Carlos Estêvão da Áustria; com descendência.                                                                                |
| Leopoldo Salvador da Áustria  | 15 de outubro de 1863   | 4 de setembro de 1931   | casado com a infanta Branca de Espanha; com descendência.                                                                                          |
| Francisco Salvador da Áustria | 21 de agosto de 1866    | 20 de abril de 1939     | casou com a arquiduquesa Maria Valéria da Áustria;com descendência. Casou-se depois com a plebeia Melanie Freiin von Riesenfels; sem descendência. |
| Carolina Maria da Áustria     | 5 de setembro de 1869   | 12 de maio de 1945      | casada com Augusto Leopoldo de Saxe-Coburgo e Bragança; com descendência.                                                                          |
| Alberto Salvador              | 22 de novembro de 1871  | 27 de fevereiro de 1896 | não se casou nem teve filhos. |
| Maria Antónia                 | 18 de abril de 1874     | 14 de janeiro de 1891   | morreu aos 16 anos sem descendência. |
| Maria Imaculada da Áustria    | 13 de setembro de 1878  | 25 de novembro de 1968  | casada com o duque Roberto de Württemberg; sem descendência.                                                                                       |
| Rainer Salvador da Áustria    | 27 de fevereiro de 1880 | 4 de maio de 1889       | morreu aos 9 anos; sem descendência. |
| Henriqueta da Áustria         | 20 de fevereiro de 1884 | 13 de agosto de 1886    | morreu aos 2 anos de idade; sem descendência. |
| Fernando Salvador da Áustria  | 2 de junho de 1888      | 28 de julho de 1891     | morreu aos 3 anos de idade; sem descendência. |

## Últimos anos
Maria Imaculada era conhecida pela sua beleza. Foi incluída no álbum de fotografias de mulheres belas da imperatriz Isabel da Áustria. Devido ao facto de o marido de Maria Imaculada lhe dar um colar de pérolas de cada vez que ela estava grávida, a imperatriz Isabel brincava com ela, chamando a família dos "Mergulhadores de Pérolas". Posteriormente a filha mais nova de Isabel casou-se com um dos filhos de Maria, Francisco Salvador.